# 塞維爾 (紐約州)
塞維爾（英語：Sayville）是位於美國紐約州薩福克縣的普查規定居民點。

## 人口
根據2020年美國人口普查的數據，塞維爾的面積為13.93平方千米，當中陸地面積為13.76平方千米，而水域面積為0.17平方千米。當地共有人口16569人，而人口密度為每平方千米1,189.45人。